# Lijst van grote Servische steden
Dit is een lijst van grote steden in Servië (exclusief het betwiste Kosovo).

## Steden > 100.000
- Belgrado - 1,233,796
- Novi Sad - 277,522
- Niš - 187,544
- Kragujevac - 150,835
- Subotica - 105,681

## Steden > 50.000
- Zrenjanin - 76,511
- Pančevo - 76,203
- Čačak - 73,331
- Novi Pazar - 66,527
- Kraljevo - 64,175
- Smederevo - 64,175
- Leskovac - 60,288
- Valjevo - 58,932
- Kruševac - 58,745
- Vranje - 55,138
- Šabac - 53,919
- Užice - 52,646